# Kashyapa (hindouisme)
Pour les articles homonymes, voir Kashyapa.
Kashyapa (en sanskrit : कश्यप) est un sage (Rishi), qui est l'un des sept Saptarishis (en) du Manvantara actuel, les autres sages étant Atri, Vashistha, Vishvamitra, Jamadagni, Bharadwaja et Gautama (en). Selon la connaissance védique, il est le fils de Marichi (en), l'un des dix fils (Manasaputras) de Brahmā, le créateur. Capable de contrôler et de se transformer en dragon des tempêtes le dragon apalal

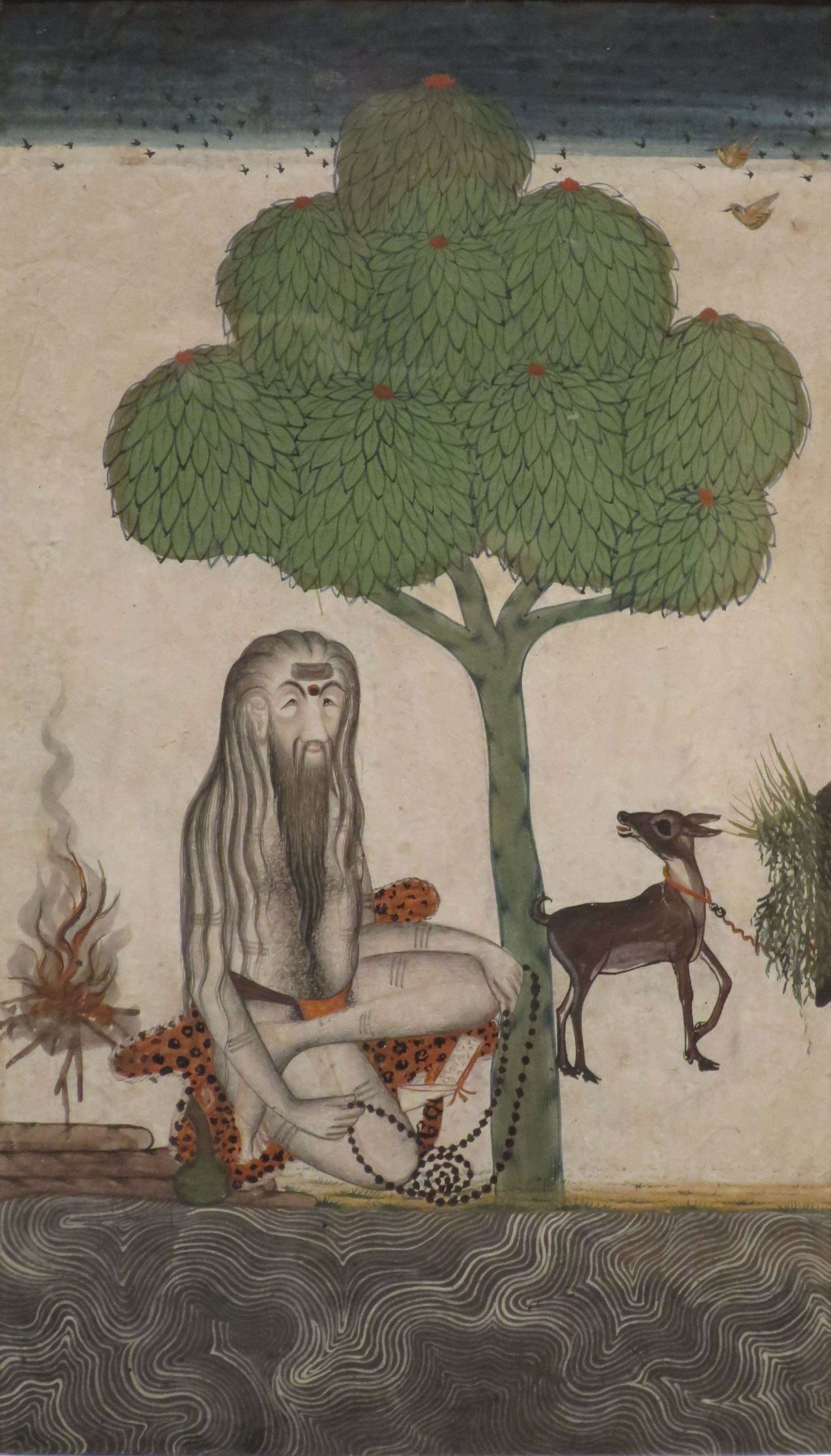
Le sage Kashyapa méditant sous un arbre, Honolulu Museum of Art.